# 晋江专区
晋江专区（1949年—1950年曾称第五专区、泉州专区），中华人民共和国福建省已撤销的专区，在今福建省南部。
1949年置第五专区，专员公署驻晋江县（今鲤城区）。辖晋江、惠安、南安、安溪、永春、同安、莆田、仙游、金门10县。
1950年，第五专区改名泉州专区，其后又改名晋江专区。同年，原属永安专区的德化县划入晋江专区；析晋江县城关设县级泉州市。
1956年，原闽侯专区所辖永泰、福清、平潭3县及永安专区所属大田县划入晋江专区。辖1市、14县。
1958年，将同安县划归厦门市。1959年，将永泰、福清、平潭3县划归闽侯专区。晋江专区辖1市、10县。
1963年，将大田县划归三明专区。1970年，将莆田、仙游2县划归闽侯专区；原属厦门市的同安县划入晋江专区。1970年12月，撤銷（大陸方面設置的）金門縣人民政府，大嶝人民公社劃歸同安縣管轄。辖1市、7县。
1971年，改称晋江地区。
1973年，同安县再次改隶厦门市。
1983年4月28日，原莆田地区所辖莆田、仙游二县划入晋江地区；9月9日，设立地级莆田市，将晋江地区的莆田、仙游二县划归莆田市管辖。
1985年5月14日，撤销晋江地区，改设地级泉州市，原县级泉州市改设鲤城区和郊区。